# 镇城底镇
镇城底镇，是中华人民共和国山西省太原市古交市下辖的一个乡镇级行政单位。

## 行政区划
镇城底镇下辖以下地区：
镇城底社区、下雁门村、长足上村、上雁门村、城家曲村、阴家沟村、八字山村、赤泥岩村、独兰村、山头村、台盘村、佛罗汉村和西岩村。